# Verbascum afyonense
Verbascum afyonense är en flenörtsväxtart som beskrevs av Hub.-mor.. Verbascum afyonense ingår i släktet kungsljus, och familjen flenörtsväxter. Inga underarter finns listade i Catalogue of Life.